# Wahlkreis Zwickau 2
Der Wahlkreis Zwickau 2 (Wahlkreis 5) ist ein Landtagswahlkreis in Sachsen. Er umfasst den Stadtbezirk West der Stadt Zwickau, die Städte Crimmitschau, Werdau und die Gemeinden Dennheritz, Fraureuth, Langenbernsdorf, Neukirchen/Pleiße im Landkreis Zwickau. Wahlberechtigt waren bei der letzten Landtagswahl 57.367 Einwohner.

## Wahl 2024
Die Landtagswahl 2024 führte zu folgendem Ergebnis:
| Direktkandidat  | Partei              | Erststimmen in % | Zweitstimmen in % |
| --------------- | ------------------- | ---------------- | ----------------- |
| Jan Löffler     | CDU                 | 36,2             | 33,8              |
| Heiko Gumprecht | AfD                 | 37,0             | 34,4              |
| Ute Brückner    | Die Linke           | 3,4              | 2,2               |
| André Oehler    | GRÜNE               | 1,9              | 2,0               |
| Katrin Synofzik | SPD                 | 4,0              | 5,3               |
| Billy Bauer     | FDP                 | 1,1              | 0,9               |
| Dirk Schirmer   | Freie Wähler        | 2,7              | 1,6               |
| –               | Die Partei          | –                | 0,7               |
| –               | Piraten             | –                | 0,1               |
| –               | ÖDP                 | –                | 0,0               |
| –               | BüSo                | –                | 0,1               |
| –               | Tierschutz hier!    | –                | 1,1               |
| –               | dieBasis            | –                | 0,2               |
| –               | Bündnis C           | –                | 0,2               |
| –               | Bündnis Deutschland | –                | 0,3               |
| Heiko Döhler    | BSW                 | 12,6             | 14,7              |
| Jens Geithe     | Freie Sachsen       | 0,5              | 2,1               |
| –               | V-Partei3           | –                | 0,1               |
| –               | WU                  | –                | 0,2               |
| Andreas Parthum | Einzelbewerber      | 0,7              | –                 |

## Wahl 2019
Vorläufiges Ergebnis der Landtagswahl am 1. September 2019 im Wahlkreis 06 – Zwickau 2:
(Ergebnisse in Prozent)
| Direktkandidat   | Partei               | Direktstimmen | Listenstimmen |
| ---------------- | -------------------- | ------------- | ------------- |
| Jan Löffler      | CDU                  | 39,1          | 36,4          |
| Heiko Döhler     | Die Linke            | 13,5          | 10,8          |
| Sebastian Lasch  | SPD                  | 6,8           | 7,4           |
| Christopher Hahn | AfD                  | 29,8          | 28,3          |
| André Oehler     | GRÜNE                | 6,5           | 5,1           |
| –                | NPD                  | –             | 0,8           |
| Leon Köhler      | FDP                  | 4,3           | 4,2           |
| –                | Freie Wähler         | –             | 2,2           |
| –                | Tierschutz           | –             | 1,8           |
| –                | Piraten              | –             | 0,2           |
| –                | Die PARTEI           | –             | 1,1           |
| –                | BüSo                 | –             | 0,0           |
| –                | ADPM                 | –             | 0,3           |
| –                | Blaue Partei         | –             | 0,3           |
| –                | KPD                  | –             | 0,1           |
| –                | ÖDP                  | –             | 0,1           |
| –                | Die Humanisten       | –             | 0,1           |
| –                | PDV                  | –             | 0,1           |
| –                | Gesundheitsforschung | –             | 0,5           |

| Wahlberechtigte | 57.367 |
| Wahlbeteiligung | 61,5 % |

## Wahl 2014
Amtliches Endergebnis der Landtagswahl am 31. August 2014 im Wahlkreis 6 – Zwickau 2:
(Ergebnisse in Prozent)
| Direktkandidat   | Partei          | Direktstimmen | Listenstimmen |
| ---------------- | --------------- | ------------- | ------------- |
| Jan Löffler      | CDU             | 44,9          | 43,8          |
| Thomas Koutzky   | Die Linke       | 21,8          | 19,6          |
| Sebastian Lasch  | SPD             | 11,3          | 11,3          |
| Nico Tippelt     | FDP             | 5,1           | 3,3           |
| Katja Meier      | GRÜNE           | 3,9           | 3,4           |
| Stephan Beck     | NPD             | 6,2           | 5,2           |
| –                | Tierschutz      | –             | 1,1           |
| Kristin Knobloch | Piraten         | 1,4           | 0,8           |
| Kai-Uwe Ducke    | BüSo            | 0,8           | 0,2           |
| –                | DSU             | –             | 0,1           |
| –                | AfD             | –             | 8,5           |
| –                | pro Deutschland | –             | 0,2           |
| Bruno Gerber     | Freie Wähler    | 4,7           | 2,1           |
| –                | Die PARTEI      | –             | 0,4           |

| Wahlberechtigte | 60.806 |
| Wahlbeteiligung | 43,4 % |

## Wahl 2009
| Amtliches Endergebnis der Landtagswahl am 30. August 2009 in Sachsen im Wahlkreis 008 Zwickauer Land 2 (Ergebnisse in Prozent) |

| Direktkandidat  | Partei          | Erststimmen in % | Zweitstimmen in % |
| --------------- | --------------- | ---------------- | ----------------- |
| Jan Löffler     | CDU             | 39,5             | 40,9              |
| Steffen Gruna   | Die Linke       | 27,8             | 24,0              |
| Michael Jubelt  | SPD             | 10,3             | 9,9               |
| Elke Herrmann   | GRÜNE           | 5,9              | 4,2               |
| Andrea Schüßler | NPD             | 5,0              | 4,7               |
| Nico Tippelt    | FDP             | 11,5             | 9,4               |
| -               | DSU             | -                | 0,1               |
| -               | PBC             | -                | 0,5               |
| -               | BüSo            | -                | 0,2               |
| -               | REP             | -                | 0,4               |
| -               | Tierschutz      | -                | 2,2               |
| -               | Freie Sachsen   | -                | 1,6               |
| -               | FP Deutschlands | -                | 0,1               |
| -               | HUMANWIRTSCHAFT | -                | 0,1               |
| -               | PIRATEN         | -                | 1,4               |
| -               | SVP             | -                | 0,2               |

## Wahl 2004
Die Landtagswahl 2004 hatte folgendes Ergebnis:
| Direktkandidat       | Partei     | Erststimmen in % | Zweitstimmen in % |
| -------------------- | ---------- | ---------------- | ----------------- |
| Georg Hamburger      | CDU        | 43,5             | 41,0              |
| Jürgen Dürrschmidt   | PDS        | 28,6             | 25,7              |
| Bernd Voigt          | SPD        | 11,0             | 10,5              |
| Elke Herrmann        | GRÜNE      | 3,9              | 2,9               |
| -                    | NPD        | -                | 9,1               |
| Andreas Heuschneider | FDP        | 7,8              | 5,3               |
| -                    | DSU        | -                | 0,4               |
| Stefan Patzer        | PBC        | 1,6              | 1,0               |
| -                    | GRAUE      | -                | 0,8               |
| Kai-Uwe Ducke        | BüSo       | 3,6              | 1,1               |
| -                    | AUFBRUCH   | -                | 0,4               |
| -                    | DGG        | -                | 0,4               |
| -                    | Tierschutz | -                | 1,5               |

## Wahl 1999
Die Landtagswahl 1999 hatte folgendes Ergebnis:
| Direktkandidat       | Partei          | Erststimmen in % | Zweitstimmen in % |
| -------------------- | --------------- | ---------------- | ----------------- |
| Georg Hamburger      | CDU             | 53,4             | 57,3              |
| Joachim Richter      | SPD             | 13,6             | 11,9              |
| Volkmar Dittrich     | PDS             | 26,5             | 22,4              |
| Ingobert Heucke      | GRÜNE           | 1,7              | 1,7               |
| Hans-Dieter Kaufmann | FDP             | 2,4              | 1,1               |
| -                    | BüSo            | -                | 0,1               |
| -                    | DSU             | -                | 0,2               |
| -                    | GRAUE           | -                | 0,2               |
| Angret Liebold       | REP             | 2,6              | 1,7               |
| -                    | FP Deutschlands | -                | 0,0               |
| -                    | Pro DM          | -                | 2,0               |
| -                    | KPD             | -                | 0,1               |
| -                    | NPD             | -                | 0,7               |
| -                    | FORUM           | -                | 0,1               |
| -                    | PBC             | -                | 0,4               |

## Wahl 1994
Die Landtagswahl 1994 hatte folgendes Ergebnis:
| Direktkandidat  | Partei | Erststimmen in % | Zweitstimmen in % |
| --------------- | ------ | ---------------- | ----------------- |
| Wolfgang Enders | CDU    | 52,7             | 61,2              |
| Manfred Scharf  | SPD    | 23,8             | 17,0              |
| -               | FDP    | -                | 1,4               |
| Ingobert Heuke  | GRÜNE  | 7,5              | 3,5               |
| -               | DSU    | -                | 0,4               |
| -               | REP    | -                | 1,5               |
| -               | FORUM  | -                | 0,4               |
| Steffen Göbel   | PDS    | 16,0             | 14,3              |
| -               | SP     | -                | 0,3               |

## Bisherige Abgeordnete
Direkt gewählte Abgeordnete des Wahlkreises Zwickauer Land 2 waren:
| Jahr | Name            | Partei | Anteil der Erststimmen |
| ---- | --------------- | ------ | ---------------------- |
| 2019 | Jan Löffler     | CDU    | 39,1 %                 |
| 2014 | Jan Löffler     | CDU    | 44,9 %                 |
| 2009 | Jan Löffler     | CDU    | 39,5 %                 |
| 2004 | Georg Hamburger | CDU    | 43,5 %                 |
| 1999 | Georg Hamburger | CDU    | 53,4 %                 |
| 1994 | Wolfgang Enders | CDU    | 52,7 %                 |

## Landtagswahlen 1990–2009
Die Ergebnisse der Landtagswahlen seit 1990 im Gebiet der heutigen Wahlkreise Zwickauer Land 2 und Zwickau waren (Zweit- bzw. Listenstimmen):
| Partei    | 1990 | 1994 | 1999 | 2004 | 2009 | 2014 | 2019 |
| --------- | ---- | ---- | ---- | ---- | ---- | ---- | ---- |
| CDU       | 57,1 | 59,3 | 55,4 | 39,3 | 40,9 | 43,8 | 36,3 |
| PDS/Linke | 8,9  | 16,0 | 23,9 | 27,0 | 24,0 | 19,6 | 10,8 |
| SPD       | 20,0 | 16,6 | 11,9 | 10,6 | 9,9  | 11,3 | 7,4  |
| AfD       |      |      |      |      |      | 8,5  | 28,3 |
| GRÜNE     | 4,6  | 3,9  | 1,9  | 3,3  | 4,2  | 3,4  | 5,1  |
| NPD       | 0,6  | -    | 0,8  | 8,8  | 4,7  | 5,2  | 0,8  |
| FDP       | 5,6  | 1,5  | 1,0  | 5,2  | 9,4  | 3,4  | 4,2  |
| Sonstige  | 3,2  | 2,7  | 5,2  | 5,9  | 6,8  | 4,8  | 6,8  |